# القصيدة الفياشية
القصيدة الفياشية هي قصيدة للابتهال الصوفي، رائجة في المغرب وخارجه وهي من قصائد الملحون والطرب الأندلسي والغرناطي، تعتبر من من روائع الشعر المغربي العامي وتتكون من تسعة وعشرين قسما. وتنسب للولي الصالح سيدي عثمان ابن يحيى الشرقي المكنّى بالبهلول الشرقي، الذي عاش في القرن السادس عشر في عهد الدولة العلوية بالمغرب.

## أهم المنشدين
غناها عدد كبير من المنشدين داخل المغرب العربي وخارجه، ومنهم من أدخل عليها مؤثرات صوتية لخلق تشكيلة جديدة من الألحان الموسيقية، خاصة الصوفية والراب (حميد بوشناق وياسين رامي)، تتخللها امتدادات إيقاعية تجمع بين عمق الشعراء الصوفيين والبعد الاحتجاجي لشباب متعطش للمساواة والعدالة الاجتماعية.
- سامي يوسف[3]
- الحاج محمد باجدوب[4]
- عبد الرحيم الصويري [5]
- عبد الصادق شقارة [6]
- فرقة ابن عربي [7]
- الهاشمي قروابي [8]
- سلمى الشنواني
- عدنان السفياني
- حميد بوشناق وياسين رامي[9]